# Athens (Ohio)
Athens è una località degli Stati Uniti d'America, capoluogo della contea omonima, nello Stato dell'Ohio.